# Bublanina

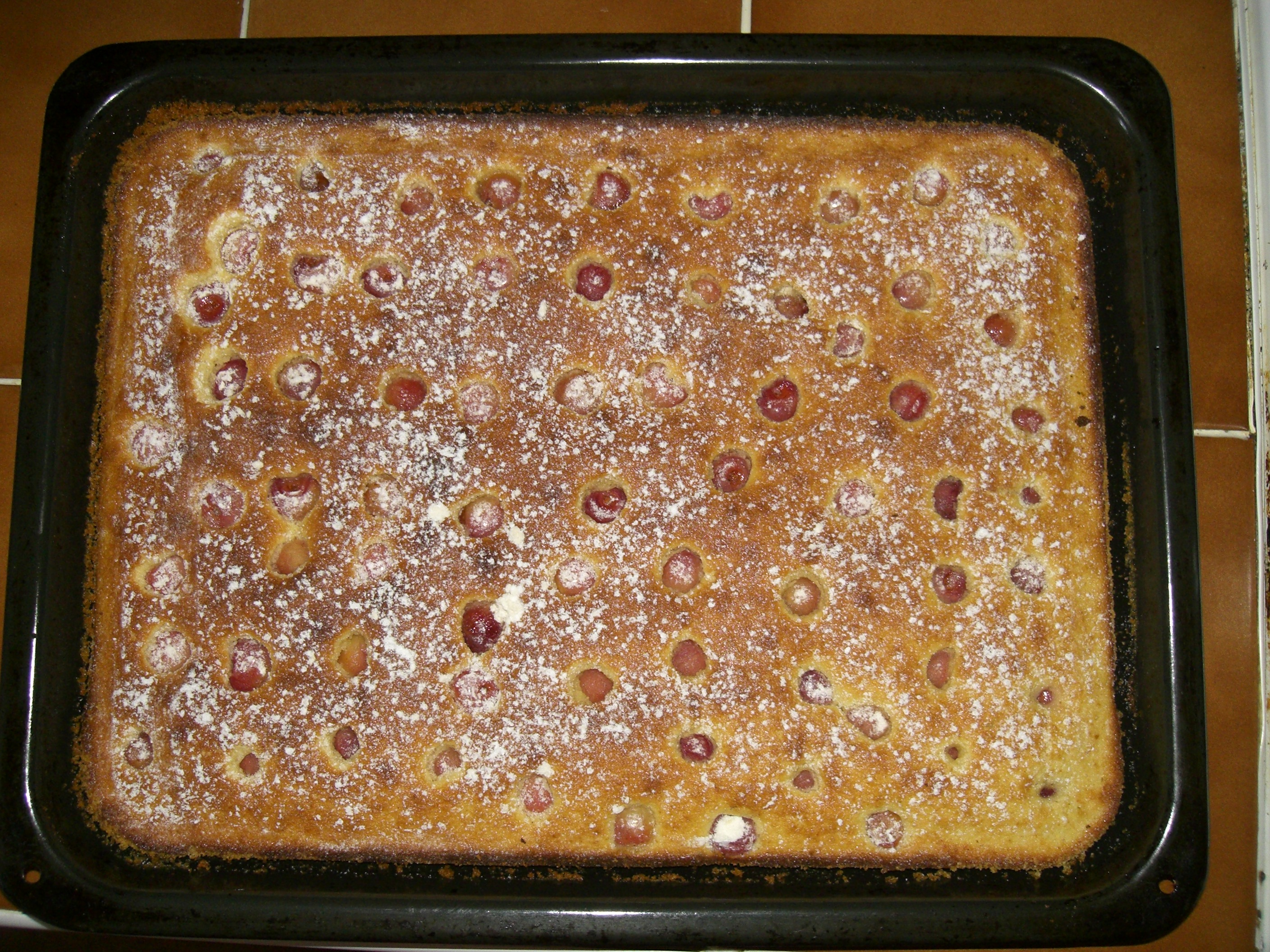
Bublanina s třesněmi v pekáči

Bublanina je sladký druh pečiva. Jedná se o třenou buchtu s třešněmi, višněmi, broskvemi či jiným druhem ovoce.

## Základní složky
Základem těsta na bublaninu je mouka, cukr, vejce, mléko a prášek do pečiva. Z těchto surovin se vytvoří základ, do kterého se pak přidají třešně či višně nebo jiné na tenké plátky nakrájeného ovoce. 